# سرع (الظهار)

تعديل مصدري - تعديل

سرع محلة تابعة لقرية العارضه السفلى، التابعة لعزلة ثواب الاسفل بمديرية الظهار إحدى مديريات محافظة إب في الجمهورية اليمنية.، بلغ تعداد سكانها 80 حسب تعداد اليمن لعام 2004.